# Gundulf af Rochester
Gundulf (eller Gundulph) (ca. 1024 - 1108) var en normannisk munk, der rejste til England efter den normanniske erobring. Han blev udnævnt til biskop af Rochester og Prior af katedralen kloster. Han byggede flere borge, inklsuive Rochester, Colchester og White Tower på Tower of London og Rochester kloster og klosterkirke.